# Omega Piscium
Omega Piscium (ω Psc / 28 Piscium / HD 224617) és el tercer estel més brillant de la constel·lació dels Peixos malgrat ostentar la denominació de Bayer «Omega», vint-i-quatrena i última lletra de l'alfabet grec. De magnitud aparent +4,03, s'hi troba a 106 anys llum de distància del sistema solar.
Omega Piscium està classificat com un estel subgegant blanc-groc brillant de tipus espectral F4IV la temperatura superficial de la qual és d'aproximadament 6600 K. Pot ser o no un estel binari les components del qual estan properes entre si. Variacions en el seu espectre van portar a pensar inicialment que es tractava d'un binari espectroscòpic amb un període de 2,16 dies. No obstant això, posteriorment es va adduir que les variacions provenen de la variabilitat intrínseca de l'estel.
Si Omega Piscium no té company estel·lar, la seva lluminositat equival a 20 vegades la del Sol, amb una massa un 80 % major que la massa solar. Per contra, si fos un sistema binari, els seus tipus espectrals podrien ser F2 i F6, amb masses entorn de 1,6 masses solars. La mesura de la seva velocitat de rotació projectada dona un valor de 40 km/s i la seva edat s'estima en 1200 milions d'anys.